# 1-Fluornaphthalin
1-Fluornaphthalin (α-Fluornaphthalin) ist eine chemische Verbindung des Fluors aus der Gruppe der Naphthalinderivate und zählt zu den Fluoraromaten.

## Gewinnung und Darstellung
1-Fluornaphthalin kann durch Reaktion von Naphthalin mit Selectfluor gewonnen werden.

## Eigenschaften
1-Fluornaphthalin ist eine farblose Flüssigkeit, die unlöslich in Wasser ist.

## Verwendung
1-Fluornaphthalin wurde zur tert-Butyllithium-vermittelten Synthese von 6-substituierten Phenanthridinen verwendet. Es wurde auch in der Synthese von LY248686, einem potenten Inhibitor der Serotonin- und Norepinephrinaufnahme, eingesetzt.